# 桑旦林寺
桑旦林寺，位于西藏自治区拉萨市林周县唐古乡唐古村，是一座藏传佛教格鲁派女尼的寺院。

## 简介
桑旦林寺位于西藏自治区拉萨市林周县唐古乡唐古村。柏树林分布在热振藏布北岸海拔4300米的山上，守护着热振寺、桑旦林寺、散落各处的白塔以及唐古村。
2012年，该寺的3名女尼，被评为西藏自治区爱国守法先进僧尼。